# Seothyra
Genre
Seothyra est un genre d'araignées aranéomorphes de la famille des Eresidae.

## Distribution
Les espèces de ce genre se rencontrent en Afrique australe.

## Liste des espèces
Selon World Spider Catalog (version 15.5, 20/11/2014) :
- Seothyra annettae Dippenaar-Schoeman, 1991
- Seothyra barnardi Dippenaar-Schoeman, 1991
- Seothyra dorstlandica Dippenaar-Schoeman, 1991
- Seothyra fasciata Purcell, 1904
- Seothyra griffinae Dippenaar-Schoeman, 1991
- Seothyra henscheli Dippenaar-Schoeman, 1991
- Seothyra longipedata Dippenaar-Schoeman, 1991
- Seothyra louwi Dippenaar-Schoeman, 1991
- Seothyra neseri Dippenaar-Schoeman, 1991
- Seothyra perelegans Simon, 1906
- Seothyra roshensis Dippenaar-Schoeman, 1991
- Seothyra schreineri Purcell, 1903
- Seothyra semicoccinea Simon, 1906

## Publication originale
- (en) Purcell, 1903 : New Arachnida collected by Mr. S. C. Cronwright Schreiner at Hanover, Cape Colony. Annals of the South African Museum, vol. 3, p. 13-40 (texte intégral).